# ربکا دا کوستا
ربکا دا کوستا (به انگلیسی: Rebecca Da Costa) (زاده می ۱۹۸۴) بازیگربرزیلی است.
از فیلم‌های معروف او می‌توان به بازی در فیلم مردی با کیف، هفت زیرین و جو وحشی اشاره کرد.